# Peter Knicza
Peter Knicza (* 1942 in Wien; † 28. Juni 2012) war ein österreichischer Hörfunkmoderator.

## Leben
Peter Knicza kam über einen Sprechwettbewerb zum Hörfunk und moderierte ab 1968 verschiedene Sendungen für den ORF, daneben war er Nachrichten- und Sportsprecher. Bekannte Formate, die er begleitete, waren u. a. das 100.000-Schilling-Quiz (im Wechsel mit Brigitte Xander) auf Ö3, Mit Musik ins Wochenende bei Radio Wien oder die Österreich-Rallye. Ferner war er Station-Voice und Entwickler der Programm-Promotion von Ö1.
2002 ging Peter Knicza in Pension, nachdem er 35 Jahre für den Sender tätig war. Ihm zu Ehren fand nach seinem Tod am 16. September 2012 auf der Wiener Trabrennbahn Krieau erstmals das Peter Knicza-Memorial statt, ein Trabrennen für 4-jährige und ältere Pferde mit einem Preisgeld von insgesamt 1.500 Euro.